# هاردی (نبراسکا)
هاردی(به انگلیسی: Hardy) شهری در ایالت نبراسکا کشور ایالات متحده آمریکا است که جمعیت آن در سرشماری سال ۲۰۱۰ میلادی، ۱۵۹ نفر بوده‌است.